# Thorn (Enslaved)
Thorn är det norska metal-bandet Enslaveds tredje EP. EP:n utgavs av skivbolaget Soulseller Records ie en begränsad upplaga på 1000 kopior augusti 2011.

## Låtlista
1. "Disintegrator" – 5:21
2. "Striker" – 5:26

Båda låtarna skrivna av Ivar Bjørnson.

## Medverkande
Enslaved
- Grutle Kjellson (eg. Kjetil Tvedte Grutle) – sång, basgitarr, ljudeffekter
- Ivar Bjørnson (Ivar Skontorp Peersen) – gitarr, keyboard
- Ice Dale (Arve Isdal) – sologitarr
- Herbrand Larsen – keyboard, mellotron, sång
- Cato Bekkevold – trummor

Produktion
- Iver Sandøy – producent, mixning, mastering
- Ivar Bjørnson – producent
- Peersen Production – omslag